# Socialistiska förbundet
Socialistiska Förbundet (1979) var en trotskistisk organisation, bildad 1979 av den så kallade bolsjevikfraktionen som året därpå uteslöts ur Kommunistiska arbetarförbundet (KAF). Organisationen gav ut tidskriften Socialistiskt perspektiv. Under 1980-talet splittrades föreningen tre gånger, enligt uppgifter på sajten Trotskij.se. Samtliga grenar deltog dock i bildandet av Arbetarlistan inför 1991 års val.
Efter Arbetarlistans sönderfall återvände vissa medlemmar till Socialistiska partiet som var Kommunistiska arbetarförbundets nya namn medan andra så småningom bildade Intersocialistiska föreningen.  
Organisationen samarbetade inför valet 1988 med Malmfältens arbetarförening och Solidaritetspartiets lokalavdelning i Gällivare under namnet Förenade socialister. Listan fick ett mandat i kommunfullmäktige, men behöll det bara en mandatperiod.